# Referéndum sobre el estatus político de Mayotte de 2000
Un referéndum sobre el Acuerdo de París tuvo lugar en Mayotte el 2 de julio de 2000. El acuerdo le permitía a Mayotte a convertirse en un "collectivité départementale", y ofrecía otro referéndum sobre estatus políticos en un periodo de diez años. Fue aprobado por el 72,93% de los electores. Otro referéndum para convertirse en un departamento de ultramar tuvo lugar posteriormente en 2009.

## Resultados
| Opción                              | Votos  | %     |
| ----------------------------------- | ------ | ----- |
| A favor                             | 23 036 | 72,93 |
| En contra                           | 8 548  | 27,07 |
| Votos en blanco/nulos               | 342    | –     |
| Total                               | 31 926 | 100   |
| Electores registrados/participación | 45 634 | 69,96 |
| Fuente: Direct Democracy            |        |       |